# Ritschka (Kossiw)
Ritschka (ukrainisch Річка; russisch Речка Retschka, polnisch Riczka) ist ein Dorf in der ukrainischen Oblast Iwano-Frankiwsk mit etwa 2000 Einwohnern (2001).
Das erstmals 1694 schriftlich erwähnte Dorf ist ein Zentrum der Huzulen-Kunst wie Holzschnitzerei, Holzdekoration und -gravur, Intarsie, Metallkunst, traditionelle Kleidung etc.
Ritschka liegt in den Waldkarpaten im Osten der historischen Landschaft Galizien auf einer Höhe von 530 m am Ufer der Ritschka (Річка), einem 16 km langen, linken Nebenfluss der Rybnyzja (Рибниця, Flusssystem Pruth). Das Rajonzentrum Kossiw befindet sich 13 km östlich und das Oblastzentrum Iwano-Frankiwsk 95 km nördlich von Ritschka. Sechs Kilometer östlich vom Dorf befindet sich beim Dorf Sokoliwka ein Anschluss an die Regionalstraße P–24.
Am 12. Juni 2020 wurde das Dorf ein Teil der neu gegründeten Stadtgemeinde Kossiw im Rajon Kossiw, bis dahin bildete es die Landratsgemeinde Ritschka (Річківська сільська рада/Ritschkiwska silska rada) im Zentrum des Rajons.

## Söhne und Töchter der Ortschaft
- Marko Mehedynjuk (Марко Степанович Мегединюк; 1842–1912), Holzschnitzer und Gründer einer Schule für Holzschnitzerei